# Torbern Olof Bergman

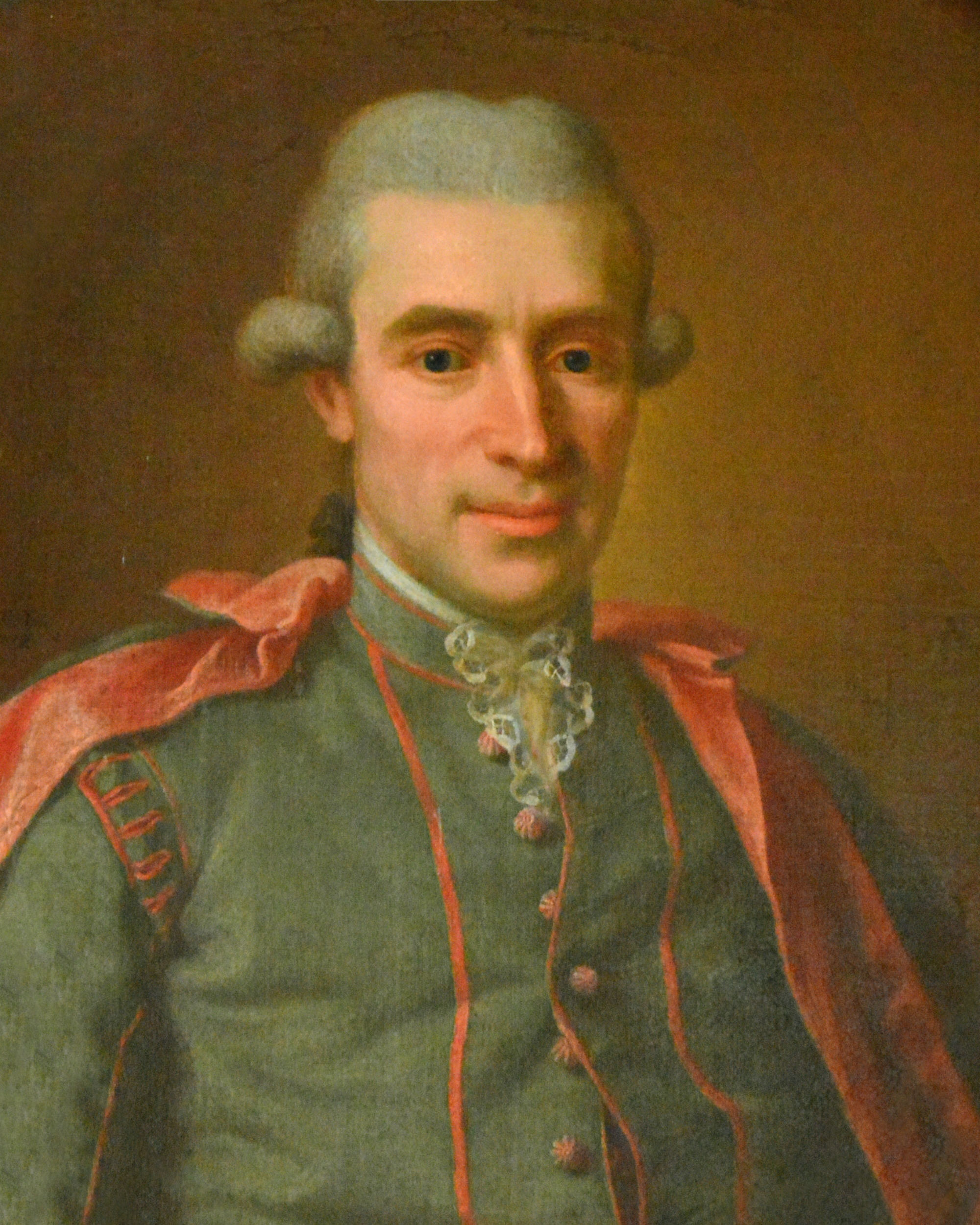
Ritratto di Torbern Olof Bergman

Torbern Olof Bergman (Katharinberg, 20 marzo 1735 – Medevi, 8 luglio 1784) è stato un chimico e mineralogista svedese noto per la sua Dissertazione sulle attrazioni elettive (1775), che conteneva la più ampia tabella sulle affinità chimiche pubblicata fino ad allora. Bergman fu il primo chimico ad usare il sistema di notazione A, B, C, ecc., per le specie chimiche.

## Biografia
Era figlio di Barthold Bergman e di Sara Hägg. Torbern ricevette la sua istruzione all'Università di Uppsala, in cui si immatricolò a 17 anni. Suo padre avrebbe desiderato che il figlio studiasse giurisprudenza o teologia, mentre lui bramava studiare matematica e scienze naturali; sforzandosi di accontentare sé stesso e il padre, si sottopose ad un impegno eccessivo e si ammalò. Durante il periodo di forzata sospensione degli studi, si divertì con la botanica e l'entomologia. Fu in grado di inviare a Linneo esemplari di nuove specie di insetti e nel 1756 riuscì a dimostrare, contrariamente all'opinione di quello scienziato, che il cosiddetto Coccus aquaticus era in realtà un tipo di sanguisuga. Poté tornare all'università nel 1758, anno in cui conseguì il dottorato.
Insegnò all'università fisica e matematica. Dopo le dimissioni del celebre Wallerius, Bergman era un candidato per la cattedra di chimica e mineralogia. I suoi concorrenti lo accusarono di ignoranza del soggetto, perché non aveva mai pubblicato sul tema. Per smentirli, si rinchiuse per qualche tempo in un laboratorio e preparò un trattato sulla preparazione dell'allume, che divenne un'opera di riferimento. Fu nominato quindi professore di chimica e mantenne quest'incarico per il resto della sua vita.
Bergman contribuì grandemente ai progressi dell'analisi quantitativa e sviluppò uno schema di classificazione dei minerali basato sulle caratteristiche chimiche e sull'aspetto. Si occupò in particolare di ricerche sulla chimica dei metalli, specialmente del bismuto e del nichel. Nel 1764 Bergman divenne membro dell'Accademia reale svedese delle scienze. Nell'aprile del 1765 divenne membro della Royal Society di Londra. Nel 1771 sposò Margareta Catharina Trast. Sempre nel 1771, quattro anni dopo che Joseph Priestley aveva prodotto la prima acqua gassata, Bergman inventò un processo per ottenere l'acqua gassata dalla roccia di calcare per azione dell'acido solforico. Si distinse anche per il sostegno a Carl Scheele, che secondo alcuni fu la più grande scoperta di Bergman.
Il 25 luglio 1783 divenne socio dell'Accademia delle scienze di Torino.

## Opere

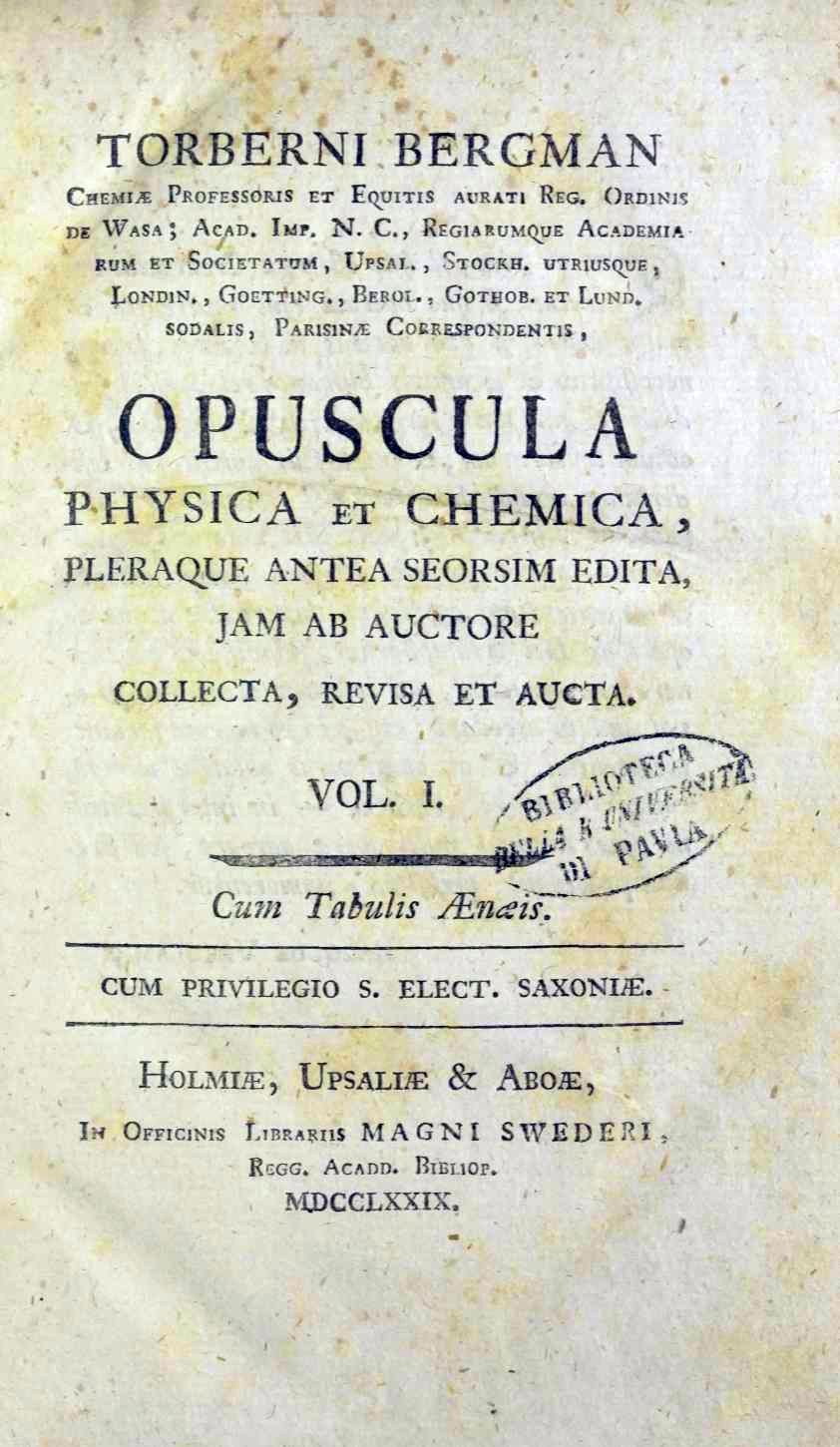
Opuscula physica et chemica, 1779

- (SV) Physick Beskrifning Ofver Jordklotet, 1766.
- (EN) A Dissertation on Elective Attractions, London, J. Murray, 1775.
- (LA) Opuscula physica et chemica, vol. 1, Stockholm, Magnus Swederus, 1779.
- (LA) Opuscula physica et chemica, vol. 2, Uppsala, John Edman, 1780.
- (LA) Opuscula physica et chemica, vol. 3, Leipzig, Johann Gottfried Müller, 1786.
- (LA) Opuscula physica et chemica, vol. 4, Leipzig, Johann Gottfried Müller, 1787.
- (LA) Opuscula physica et chemica, vol. 5, Leipzig, Johann Gottfried Müller, 1788.
- Storia della chimica nel Medio Evo, Firenze, Giuseppe Tofani, 1782.